# 阿迪夸拉
阿迪夸拉是厄立特里亞的城鎮，由南部區負責管轄，位於該國南部，距離首都阿斯馬拉36公里，毗鄰與埃塞俄比亞接壤的邊境，海拔高度約2,000米，2005年人口7,589。
14°38′N 38°50′E / 14.633°N 38.833°E